# Shire Brook

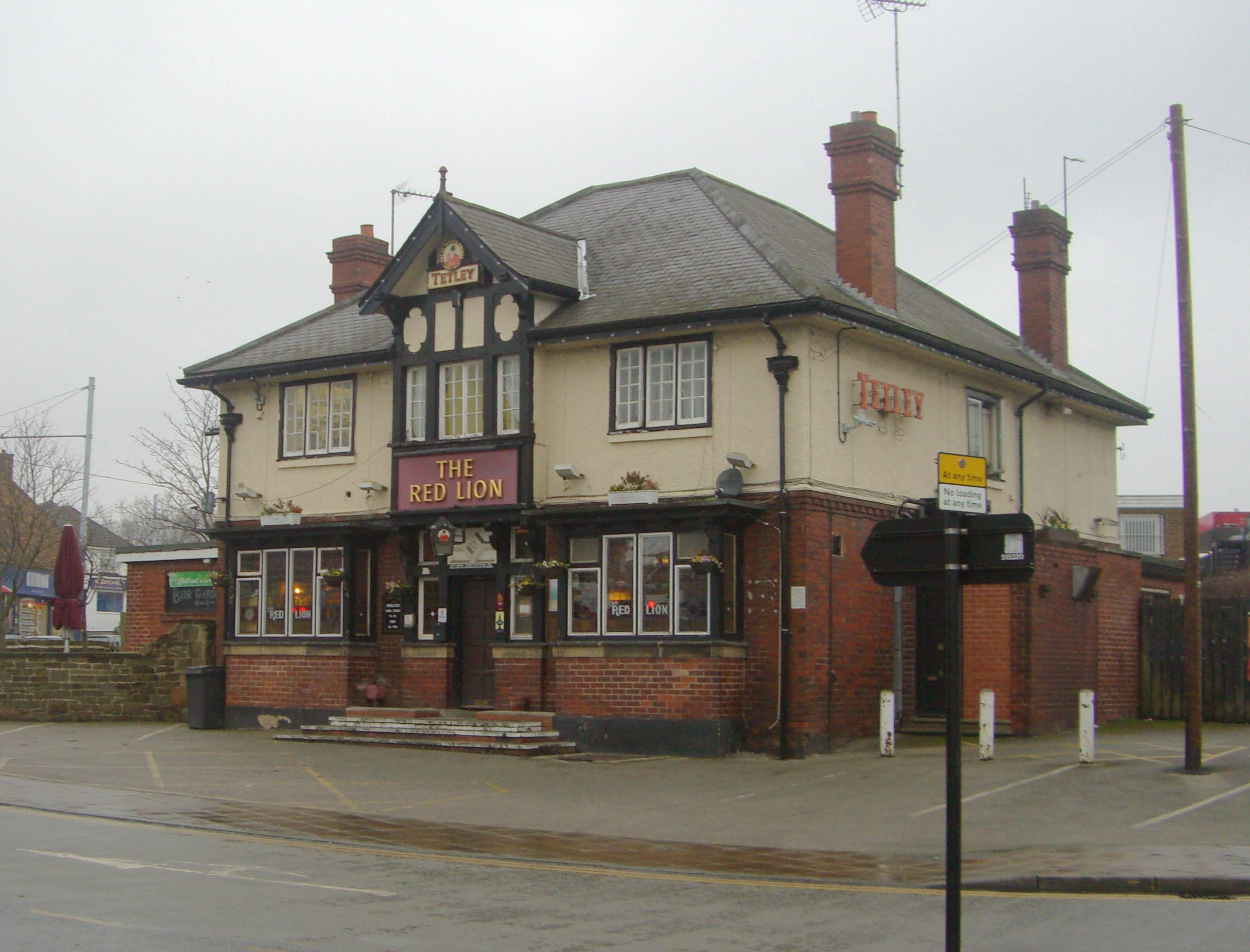
A fonte de Shire Brook é uma fonte abaixo da casa pública Red Lion em Gleadless Townend.

Shire Brook é um pequeno riacho na parte sudeste da cidade de Sheffield em South Yorkshire, Inglaterra. Nasce no subúrbio de Gleadless Townend e flui em uma direção leste a leste por 6,5 quilômetros (4 mi) até sua confluência com o rio Rother entre Beighton e moinho Woodhouse. No passado, o riacho era a fronteira de Yorkshire e Derbyshire e entre a diocese de Cantuária e York. O curso do córrego foi influenciado pela intervenção humana no século XX, com o riacho sendo desviado em três ocasiões para o subsolo, e fluindo através de bueiros enquanto atravessa locais que anteriormente eram aterro sanitário e extensas faixas ferroviárias.